# Distrito de Baie Sainte Anne
Baie Sainte Anne es un distrito administrativo de Seychelles situado en la isla de Praslin la segunda isla más importante del país, luego de Mahe. Posee una superficie de aproximadamente 25 kilómetros cuadrados y una población de 3665 habitantes, cifra otorgada por el censo realizado en 2002.